# Hydrocynus forskahlii
Hydrocynus forskahlii és una espècie de peix de la família dels alèstids i de l'ordre dels caraciformes.

## Morfologia
- Els mascles poden assolir 78 cm de longitud total[2] i 15,5 kg de pes.[3][4]

## Alimentació
Menja peixos, insectes, herba i caragols.

## Depredadors
És depredat pel pigarg africà (Haliaeetus vocifer).

## Hàbitat
És un peix d'aigua dolça i de clima tropical.

## Distribució geogràfica
Es troba a Àfrica.